# Українська Громадська Пора
«Українська Громадська Пора» — тижневик, орган «незалежної трудової демократії» соціального напряму, видавництва Української Видавничої Спілки в Детройті, виходила з лютого 1930 до 1952 під різними назвами: «Пора», «Нова Пора», з 1940 «Укр. Нова Пора» і з 1945 — «Українська Громадська Пора».